# Alice (Texas)
Alice ist eine Stadt im Jim Wells County im US-Bundesstaat Texas in den Vereinigten Staaten und Sitz der Countyverwaltung (County Seat). Das U.S. Census Bureau hat bei der Volkszählung 2020 eine Einwohnerzahl von 17.891 ermittelt.

## Geographie
Die Stadt liegt im Südosten von Texas, ist im Osten etwa 60 Kilometer vom Golf von Mexiko und im Südwesten etwa 90 Kilometer von Mexiko entfernt. Sie hat eine Fläche von 31,9 km², davon 1,0 km² Wasserfläche.

## Geschichte
Alice wurde 1888 als Bandana gegründet und später in Kleberg umbenannt. Danach benannte man die Stadt nochmals um in Alice, benannt nach der Tochter von Richard King, dem Gründer der King Ranch, der eine der größten Ranchs aufbaute (600.000 Morgen bzw. rund 2400 km² groß).

## Religion
In Alice gibt es derzeit 29 verschiedene Kirchen aus zehn unterschiedlichen Konfessionen. Unter den zu einer Konfession gehörenden Kirchen ist die Baptistengemeinde mit neun Kirchen am stärksten vertreten. Weiterhin gibt es zehn zu keiner Konfession gehörende Kirchen (Stand: 2004).

## Demographie
Das durchschnittliche Einkommen eines Haushalts in der Stadt liegt bei 30.365 USD, das durchschnittliche Einkommen einer Familie bei 34.276 USD. Männer haben ein durchschnittliches Einkommen von 32.409 USD gegenüber den Frauen mit durchschnittlich 17.101 USD. Das Pro-Kopf-Einkommen liegt bei 13.118 USD. 21,9 % der Einwohner und 17,9 % der Familien leben unterhalb der Armutsgrenze.

30,3 % der Einwohner sind unter 18 Jahre alt und auf 100 Frauen ab 18 Jahren kommen statistisch 91 Männer. Das Durchschnittsalter beträgt 33 Jahre. (Stand: 2000).

## Kriminalität
Die Kriminalitätsrate hat einen Index von 587,6 Punkte. (Vergl. US-Landesdurchschnitt: 330,6 Punkte) (höhere Punkte bedeuten höhere Kriminalität)
2002 gab es sechs Vergewaltigungen, vier Raubüberfälle, 197 tätliche Angriffe auf Personen, 318 Einbrüche, 1059 Diebstähle und 51 Autodiebstähle.

## Söhne und Töchter der Stadt
- Robert F. Curl (1933–2022), Professor für Chemie an der Rice University und Nobelpreisträger
- James P. Allison (* 1948), Immunologe